# Triángulo ferroviario

Un triángulo simple

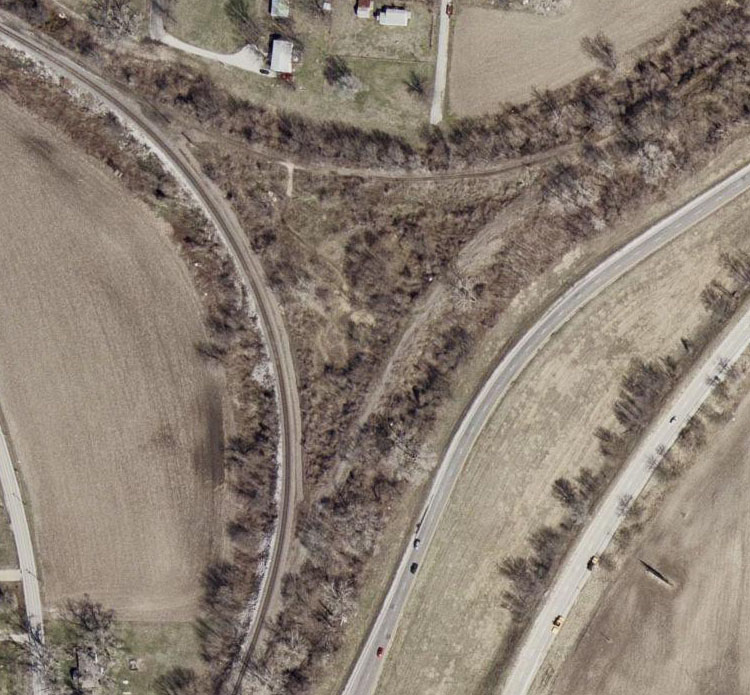
Fotografía aérea de un triángulo parcialmente abandonado

En terminología ferroviaria, un triángulo o unión triangular es una forma de conectar tres líneas ferroviarias (aunque lo más habitual es conectar un itinerario principal con un línea transversal secundaria), utilizando tres desvíos (uno en cada vértice del triángulo). Un triángulo de giro es un caso particular de esta disposición de vías, diseñado específicamente para cambiar el sentido de circulación del material móvil. 
Cuando se unen dos líneas ferroviarias, o en la unión entre una línea principal de un ferrocarril y un ramal, se puede usar un triángulo como una unión con la línea principal para permitir todos los movimientos en cualquier dirección posible, o para permitir que los trenes pasen de una línea a la otra línea. 
También se pueden usar para cambiar el sentido de circulación de equipos ferroviarios, y generalmente ocupan menos área que un lazo, desempeñando la misma función pero a costa de instalar dos desvíos adicionales, que después habrá que mantener. Estos cambios de sentido del material rodante se logran realizando el equivalente ferroviario a una vuelta con tres giros, atravesando de forma sucesiva los distintos desvíos. La dirección de desplazamiento y la orientación relativa de una locomotora o vehículo ferroviario pueden invertirse, dando como resultado que se oriente en la dirección desde la cual vino pero con sentido contrario. Cuando se construye un triángulo específicamente para invertir el sentido de la marcha de los equipos, uno o más de los tramos que conforman la unión, generalmente serán vía secundarias. En materiales y mantenimiento, el costo de los dos desvíos se compensa con la inversión de capital ahorrada y los impuestos anuales. 
Las vías de los tranvías también utilizan estos cruces, y en ocasiones disponen de un pequeño triángulo para girar los coches al final de una línea. 

## Consideraciones

### Cruce
El uso de uniones triangulares permite obtener flexibilidad total en el enrutamiento de trenes de cualquier línea a cualquier otra línea, sin necesidad de invertir los trenes. Por esta razón, son comunes en la mayoría de las redes ferroviarias. Los trenes bidireccionales más lentos pueden entrar en un triángulo, dejando pasar a un tren más rápido, y continuar en la misma dirección brindando servicio al transporte de carga cercano o a una estación de pasajeros. 
Cuando una o más de las líneas que se unen en un triángulo contienen varias vías, se introduce una serie de posibles movimientos en conflicto. Por esta razón, donde el tráfico ferroviario es muy intenso, el cruce puede incorporar saltos de carnero en algunas o en todas las patas del triángulo. 

### Cambio de sentido

Ilustración del uso de un triángulo para cambiar el sentido de circulación de un vehículo ferroviario

En muchos casos es necesario girar tanto elementos individuales de equipos ferroviarios (especialmente locomotoras) como trenes completos. Esto puede deberse a que algún elemento del material rodante no sea direccionalmente simétrica, por ejemplo, en el caso de la mayoría de las locomotoras de vapor, y en ciertas partes del mundo, las locomotoras diésel, o cuando el tren necesita circular en una dirección en particular, como por ejemplo, cuando se dispone de un coche panorámico que debe circular en cola. Incluso cuando el equipo es simétrico, puede ser necesario introducir cambios de sentido periódicamente para equilibrar el desgaste de ciertas partes del material rodante. 
Existen varias técnicas diferentes que se pueden utilizar para lograr este giro. Las plataformas giratorias requieren el menor espacio, pero generalmente solo pueden manejar una sola pieza de equipo a la vez. Los bucles de giro pueden manejar trenes de cualquier longitud –hasta alcanzar la longitud total del bucle– en una sola operación, pero requieren mucho más espacio que los triángulos, que se pueden construir en lugares donde no sería posible un bucle, y pueden hacer girar trenes cuya longitud solo depende de la longitud las vías con las que se conecte. 
Los sistemas ferroviarios en América del Norte y Australia han tendido a disponer más triángulos que los ferrocarriles en otros lugares. Las locomotoras y los coches en América del Norte (como los coches panorámicos) tienen más probabilidades de ser direccionales que los que se encuentran en otros continentes. En Canadá y en los Estados Unidos, el ferrocarril a menudo se construía antes que otras estructuras, y los constructores ferroviarios tenían mucha más libertad para colocar las vías donde quisieran. De manera similar, muchos de los primeros ferrocarriles australianos utilizaron triángulos (particularmente en ubicaciones rurales) por sus costos de instalación y mantenimiento más bajos cuando no estaban limitados por condicionantes de espacio, aunque la tendencia principal en la mayoría de los estados hacia locomotoras y vagones bidireccionales desde la década de 1960 en adelante vio disminuir su necesidad y su uso. 
En Europa, aunque se hizo algún uso de locomotoras con depósito incorporado bidireccionales y los trenes de empujar y tirar, la mayoría de las locomotoras de vapor eran unidireccionales. Debido a consideraciones de ocupación del terreno, las plataformas giratorias se usaban normalmente para cambiar el sentido de circulación de tales locomotoras, y la mayoría de las estaciones terminales y cocheras estaban equipadas con este sistema. Con el tiempo, la mayoría de las locomotoras diésel y eléctricas utilizadas en Europa han sido diseñadas para ser completamente bidireccionales, simétricas y normalmente con dos cabinas de conducción. Por lo tanto, la mayoría de las plataformas giratorias y, donde existían, los triángulos, se han dejado de usar.

### Sistemas tranviarios
Consideraciones similares se aplican al uso de uniones y cambios de sentido triangulares en los sistemas tranviarios, como se aplica a los sistemas ferroviarios de las líneas principales. Muchos de estos sistemas, aunque no todos, utilizan vehículos con un solo puesto de conducción y que tienen puertas en un solo lado, que deben girarse en cada extremo de la ruta. 
Sin embargo, los vehículos utilizados en dichos sistemas tienden a tener requisitos de curvatura mínima mucho más pequeños que los equipos ferroviarios pesados. Esto hace que el uso de bucles sea más práctico al requerir un espacio reducido, y con los vehículos con recorridos urbanos, dichos bucles se pueden encajar en la retícula de las calles o en plazas de cierta amplitud. Sin embargo, aunque los bucles de giro son la forma más común de girar tales vehículos, también se usan triángulos en muchas líneas. 

### Desventajas
Por motivos de espacio, un triángulo puede presentar la desventaja de dejar una estación principal en alguno de sus brazos interiores, dejándola desconectada de alguno de los posibles recorridos. Existen entornos urbanos reducidos, como por ejemplo Cootamundra West (Australia) y Tecuci (Rumania), donde se tuvo que construir una estación de pasajeros adicional para atender a los trenes que circulan por alguna de las ramas. 
Por el contrario, la ingeniería de una estación terminal como la estación de tren de Woodville (Nueva Zelanda), evitó este problema mediante la construcción de un bucle (circuito de inversión) para que los trenes puedan servir a la estación principal en cualquier sentido. En las estaciones intermedias, cuando se necesita invertir la marcha de una locomotora, una disposición de doble vía pasante y combinada con un triángulo es mucho más común. 

### Ocupación de terreno

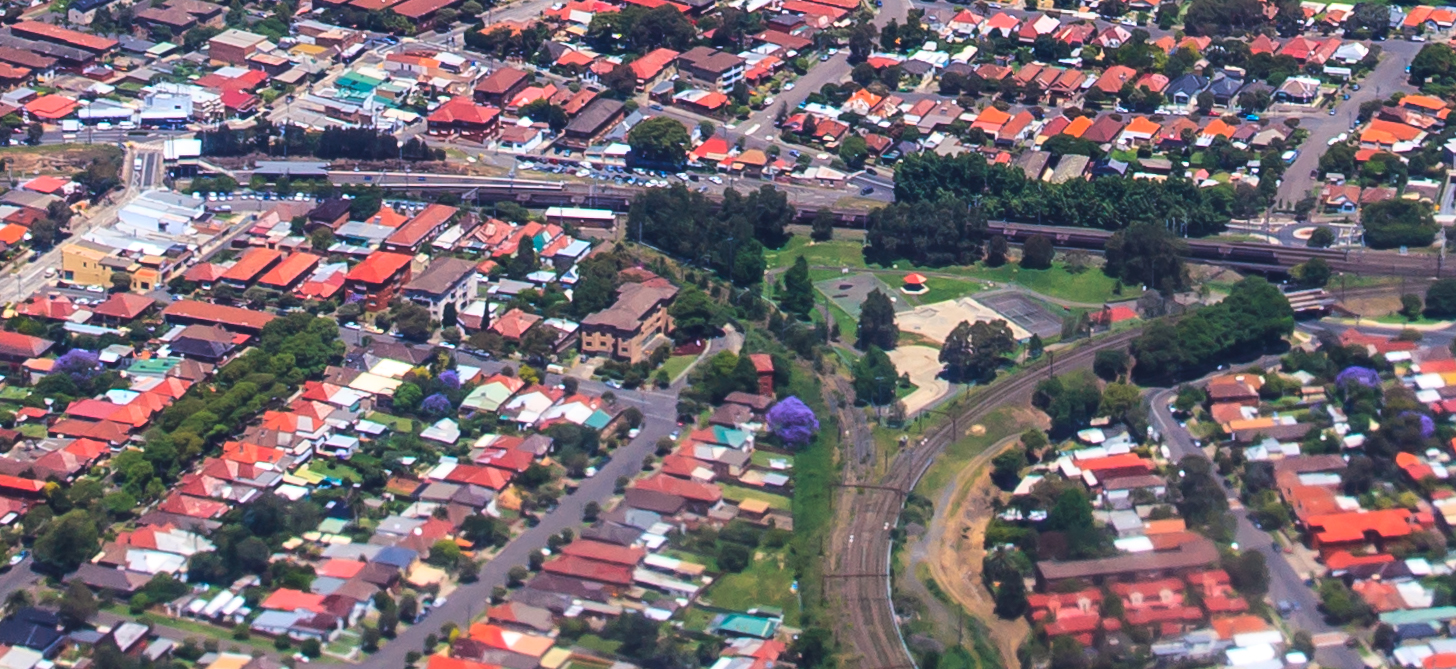
Un parque ubicado dentro de un cruce triangular en Sídney, Australia.

El terreno dentro del interior de un triángulo está separado del área adyacente (normalmente está vallado) y tiene un valor marginal, por lo que se destinará principalmente para el uso exclusivo de los ferrocarriles, y generalmente se utilizará para depósitos de mantenimiento, almacenamiento o estacionamiento de vehículos. La forma triangular tiende a ser inadecuada para edificios rectangulares. En las líneas electrificadas, las subestaciones tienden a ubicarse dentro de triángulos, en parte porque el terreno es barato y también porque proporciona la disposición del seccionamiento más conveniente y flexible.

## Primeros ejemplos
El primer ejemplo británico (y posiblemente mundial) es el triángulo de doble vía dentro de la Estación de Earlestown en el Ferrocarril de Liverpool y Mánchester, que fue completado por el Ferrocarril Grand Junction en 1837. El triángulo tiene dos andenes de pasajeros en cada uno de sus tres lados, y cinco de los seis andenes son de uso frecuente (cada media hora por término medio) por trenes de pasajeros. Cuando las máquinas de vapor se usaban regularmente, el triángulo (así mismo atravesado por trenes de carga) también se usaba para cambiar de sentido locomotoras y todavía se puede usar con este fin. 
Existe un ejemplo en el Ferrocarril de Cromford y High Peak, que se inauguró en 1831 como un ferrocarril tirado por caballos, que puede ser anterior. Parece haber sido utilizado para girar trenes de vagones con puertas en su extremo final, que acaban de subir por las pendientes arrastrados por cuerdas hasta el nivel más alto del ferrocarril, antes de continuar por las pendientes restantes. Este lugar todavía es visible cerca de Hindlow, en Derbyshire (plano cartográfico SK093685).

## Ejemplos por país

### Argentina
El Tren Patagónico argentino, en la estación Bariloche, posee un triángulo de maniobras.

### Australia

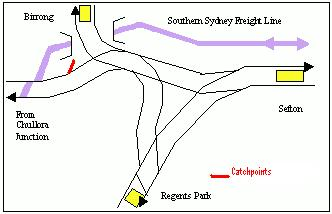
Representación alámbrica de un triángulo de doble vía

La Estación de Sefton, en Sídney, se encuentra en una esquina de un cruce triangular, que permite que los trenes se ramifiquen en cualquier dirección, sin la necesidad de terminar o cambiar de extremo. Un tren al día desde Birrong a Sefton termina y retrocede en la estación Regents Park (para limpiar el óxido de los carriles). Existe una terminal de mercancías en Chullora, y en el futuro la posibilidad de una línea de carga de vía única propuesta. Las tres estaciones de pasajeros en los vértices del triángulo tienen andenes interiores que facilitan cambiar de tren. Las curvas cerradas del triángulo y especialmente los desvíos en esas curvas cerradas restringen las velocidades de los trenes entre los 10 y los 50 km/h. 
Los cruces triangulares se construyeron en la red de los ferrocarriles victorianos tanto para los cruces principales como para cambiar de sentido de circulación el material rodante. Estos incluyen: 
- Wodonga: construido en el cruce de la línea Cudgewa y utilizado para girar, es utilizado por los trenes Sydney Limited y Spirit of Progress .
- Ararat
- North Geelong: construido para permitir que los trenes viajen directamente entre Geelong, Ballarat o Melbourne sin usar una cola de maniobras o una plataforma giratoria. También se utiliza para girar algunos trenes, como el Spirit of Progress .

También se utiliza un cruce triangular para girar los coches en el tranvía turístico de Portland, Victoria.

### Irlanda
En la República de Irlanda, actualmente hay dos uniones triangulares en uso. Una está en Limerick Junction, y la otra en Lavistown, cerca de Kilkenny. El primero permite que los trenes de pasajeros directos Limerick-Dublín pasen por alto la estación de Limerick Junction, y también se usa ocasionalmente para enrutar locomotoras de vapor turísticas, mientras que el segundo triángulo es utilizado principalmente por trenes de carga que circulan entre el Puerto de Waterford y el Condado de Mayo para evitar tener que pasar alrededor por la estación de Kilkenny. 
En Belfast, Irlanda del Norte, existe un cruce triangular en la Estación de Great Victoria Street. Rara vez se utiliza para girar locomotoras, salvo ocasionalmente alguna máquina de vapor. Por lo general, es utilizado por los trenes expresos Enterprise para evitar la Gran Victoria Street y continuar y terminar en Belfast Central. Los trenes de cercanías entran al cruce desde una dirección (por ejemplo, la línea de Portadown), se detienen en Great Victoria Street y luego continúan en la otra dirección hacia la estación de Bangor. Los trenes de cercanías en NI Railways son vagones diésel de unidades múltiples, por lo que no necesitan usar la unión como método de giro. 
El único otro cruce triangular operacional en Irlanda se localiza en Downpatrick Loop, en el Ferrocarril de Downpatrick y County Down. Originalmente construido para permitir que los trenes directos de Belfast a Newcastle pasen por la estación de Downpatrick, el triángulo hoy forma la base de un ferrocarril patrimonial, el único ferrocarril patrimonial de este tipo en las islas británicas. Posee una estación en cada extremo del triángulo y otra en su lado sur. 
Las uniones triangulares históricas en Irlanda incluyen Moyasta Junction en la línea West Clare, el triángulo Monkstown / Greenisland / Bleach Green en el Comité de los Condados del Norte y Bundoran Junction en el Great Northern Railway. Aunque dos lados del primero todavía están en uso en la línea principal, la 'línea de fondo' entre Monkstown y Greenisland se ha eliminado, mientras que el último se cerró por completo en 1957. Además, el patio de locomotoras más grande del Gran Norte en Adelaida nunca tuvo una plataforma giratoria, utilizando un triángulo en su lugar. 

### Italia
Los ferrocarriles en Italia usaron varios triángulos para girar locomotoras. Se utilizaba un diseño en pentagrama, que requiere cuatro movimientos y tres desvíos para revertir la marcha. Permite un diseño más pequeño, sin radios de curva excesivamente ajustados, en comparación con un triángulo convencional.
Uno de estos triángulos se conserva en Carbonia, en Sardinia. (39°10′02″N 8°30′40″E / 39.16725, 8.5111389)

### Namibia
La Estación de Tsumeb, en Namibia, posee dos triángulos. El primero y más pequeño es para girar locomotoras, y está cerca de la estación. El segundo y más grande evita la estación sin salida en Tsumeb para los trenes que viajan directamente entre la nueva extensión hacia Angola y Windhoek. Esta línea de derivación directa puede ahorrar una hora de recorrido, especialmente si el tren es más largo que los bucles de la estación. 

### Suiza
Existe un triángulo para cambiar de sentido que se conserva parcialmente en el túnel hacia la montaña en Kleine Scheidegg, en la cumbre del Wengernalpbahn (con vía de 800 mm) en el Oberland bernés, Suiza. Se llega a Kleine Scheidegg desde dos terminales inferiores, Lauterbrunnen y Grindelwald, ubicados en lados opuestos de la montaña. Los trenes normalmente descienden en la dirección por donde llegaron y están diseñados con la máquina situada en el extremo inferior y los asientos en ángulo para compensar la pendiente. Por lo tanto, deben girarse en la cumbre en caso de que sea necesario hacer un recorrido de lado a lado de la montaña. Si bien las limitaciones de espacio dictaron que el triángulo debía construirse en parte en túneles, también garantiza que en invierno quede libre de nieve y esté disponible en caso de emergencia. 

### Reino Unido

Triángulo modificado en Grantham

En Gran Bretaña, los diseños triangulares que podían usarse para girar locomotoras generalmente eran el resultado de uniones de dos o más líneas. Hay muchos ejemplos, incluido el conocido como el triángulo de Maindee en Newport, Gales del Sur. Aquí, a la antigua línea principal del GWR South Wales desde Londres a Swansea, se le une otra línea del GWR desde Shrewsbury a través de Hereford. La importancia de este enlace es que los trenes arrastrados por vapor pueden acceder a Newport y sus máquinas se pueden poner en marcha usando el triángulo. Shrewsbury también cuenta con un triángulo que se utilizó para encender locomotoras de vapor, y todavía está disponible. Se instaló un triángulo en 1989 adyacente a las vías de transferencia de la Central Nuclear de Wylfa, cerca de Valley on Anglesey, en Gales. Esto permite que la línea costera del norte de Gales se utilice en excursiones turísticas con máquinas de vapor. La plataforma giratoria en Holyhead se retiró hace mucho tiempo y el área se volvió a desarrollar y los apartaderos en Valley han quedado a unos 6,4 km de la antigua terminal. 
Una conexión inusual, única en Gran Bretaña, se construyó en Grantham en la década de 1950 después de que la plataforma giratoria en el cobertizo de la locomotora fallara y el gasto de su reemplazo ya no estuviera justificado. Las locomotoras que requerían ser giradas tuvieron que viajar a Barkston Junction para utilizar el triángulo existente allí (el lugar donde una Mallard, cambió de sentido antes de comenzar su carrera récord el 3 de julio de 1938). El viaje de ida y vuelta a Barkston Junction era una operación muy lenta, con un recorrido de casi 13 km a largo de la concurrida línea principal de la costa este. Finalmente, se autorizó la construcción de un cambio de sentido en una franja de terreno disponible al oeste de la línea principal, justo al sur de la estación de Grantham. No había espacio suficiente para un triángulo convencional, pero esto se superó mediante la construcción de un triángulo 'de adentro hacia afuera' mediante el cual las pistas de aproximación se cruzaban mediante travesías.

### España
En España existen todavía numerosos triángulos, muchos de ellos en las redes de vía estrecha como los de Sondica y Amorebieta en las líneas E3 y E1-E4 de Euskotren, respectivamente; o el de Manresa en la red de ancho métrico de FGC, los cuales hacen las veces de bifurcaciones entre líneas troncales y ramales, o los de las terminales de Cubillos de Sil y Villablino del Ferrocarril Ponferrada-Villablino, utilizados para la inversión de marcha de las locomotoras, al carecer de plataformas giratorias en los depósitos.
También existen varios triángulos en la red de ancho ibérico, como el del municipio de Alsasua que conecta la línea Madrid-Hendaya con la línea Castejón-Alsasua, los tramos de vías entre las estaciones de Atocha, Delicias y los talleres de Renfe de Santa Catalina en Madrid, ubicados en las cercanías de la estación homónima, en desuso desde los 90. en Madrid, o el baipás de mercancías de Cantalojas entre las estaciones bilbaínas de Miribilla y San Mamés, que permite el flujo de trenes de carga desde y hacia el puerto de Bilbao sin necesidad de pasar por Abando, y que se ha usado en algunas ocasiones para invertir unidades de tren.
La red de alta velocidad también cuenta con algunos triángulos que se usan a modo de bifurcaciones, como la de La Sagra, que conecta la LAV Madrid-Sevilla con la línea de La Sagra-Toledo, o el futuro triángulo de Vergara en la Y vasca, que unirá los ramales de Bilbao y Vitoria con el de San Sebastián y Hendaya.

### Estados Unidos
Muchas terminales de pasajeros de América del Norte en las grandes ciudades tenían vías en Y para permitir el giro y el respaldo de los trenes de pasajeros direccionales en una línea principal. El tráfico de carga podría pasar por alto la terminal a través de un triángulo. Ejemplos notables incluyen la Estación Unión de Los Ángeles, que tiene un doble triángulo, las cocheras de la Unión en Saint Paul y la Estación Unión de Memphis. 
Un uso típico para una estación terminal de pasajeros sería el siguiente: se añadía un triángulo en la 'garganta' donde las filas de vías convergían desde la estación, que facilitaba el giro de los trenes. Cada tren que llegaba pasaba el triángulo y se detenía. Una vez que los desvíos estaban alineados, el tren retrocedía, con el guardafrenos en la parte trasera del último coche regulando la velocidad con la palanca del freno al acercarse al andén y luego deteniéndose por completo al final de la vía, cerrando el freno neumático por completo. A los pasajeros se les permitía desembarcar de manera segura. 
Mientras tanto, las locomotoras se desacoplaban del tren y se enviaban a la terminal de mantenimiento y ser preparadas para su próximo servicio. A continuación, los vagones de la cabecera se desacoplaban del resto del tren y eran arrastrados por una locomotora auxiliar de la estación hasta una instalación de paquetería, donde se descargaban los paquetes expresos. El tren era reensamblado, limpiado y reparado para el próximo viaje. Se conectaba una tubería de vapor desde el generador de vapor de la estación a la línea de vapor del tren desde la parte trasera, para suministrar calefacción hasta que las locomotoras se acoplaban para suministrar vapor. 
El tren era anunciado para abordarse de nuevo con una lista de destinos. Con los desvíos alineados, el tren partía lentamente hacia la línea principal, realizando el recorrido opuesto al que hizo al llegar. Finalmente, el tren regresaba al lugar desde donde llegó. 
El Keddie Wye en Keddie, California, fue construido por el Ferrocarril del Pacífico Occidental y es una notable hazaña de ingeniería. Dos lados del triángulo están construidos sobre elevados caballetes, y el tercer lado es un túnel perforado a través de roca sólida. 
La ciudad de Wyeville, Wisconsin, lleva el nombre del Ferrocarril Union Pacific, (anteriormente la Chicago y North Western Transportation Company) haciendo alusión al "wye" (triángulo ferroviario en inglés) cercano. 
La terminal sur del Amtrak AutoTrain en Sanford, Florida, usa un triángulo para girar las locomotoras en el viaje de regreso al norte. Una vía que cruza el lado este del triángulo permite el acceso a su parte interior, donde ahora se encuentra una compañía de suministro de cantería. 
El Grand Canyon Railway (GCRY) posee un triángulo en las terminales William, AZ y South Rim/Grand Canyon Village de su línea, para invertir la marcha de los trenes de pasajeros. El tren gira en el borde South Rim/Grand Canyon Village con los pasajeros a bordo. Al final de Williams, el tren da la vuelta después de que los pasajeros hayan desembarcado.

## Triángulo reverso

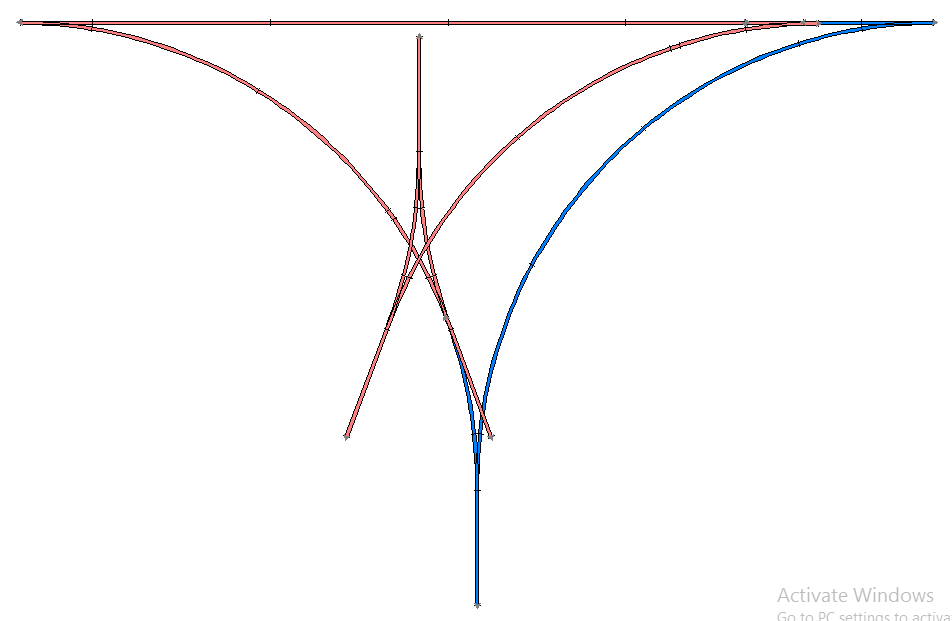
Comparación de un triángulo de vías convencional (azul) y un triángulo reverso (rojo)

Un triángulo reverso (en italiano: Stella di inversione) es un diseño especial utilizado en lugares donde el espacio es reducido. Tiene una forma de pentagrama y consta de cinco desvíos (frente a tres para un triángulo convencional) y tres travesías. Por este motivo, es más costoso de construir y de mantener. 
Se necesitan cuatro cambios de dirección de movimiento para invertir el sentido de circulación del material rodante en un triángulo reverso.